# Hermann Knackfuss
Herman Josef Willhelm Knackfuss (né à Wissen en 1848 et mort à Cassel en 1915) est un peintre et un historien d'art prussien. Son frère Eduard Heinrich Heinrich fut également peintre.

## Œuvres
- Le Péril jaune, titre original : Völker Europas, wahrt eure heiligsten Güter (Les peuples d'Europe doivent protéger leurs biens sacrés).
- Cette œuvre fut commandée par Guillaume II et fut offerte à Nicolas II en 1895.

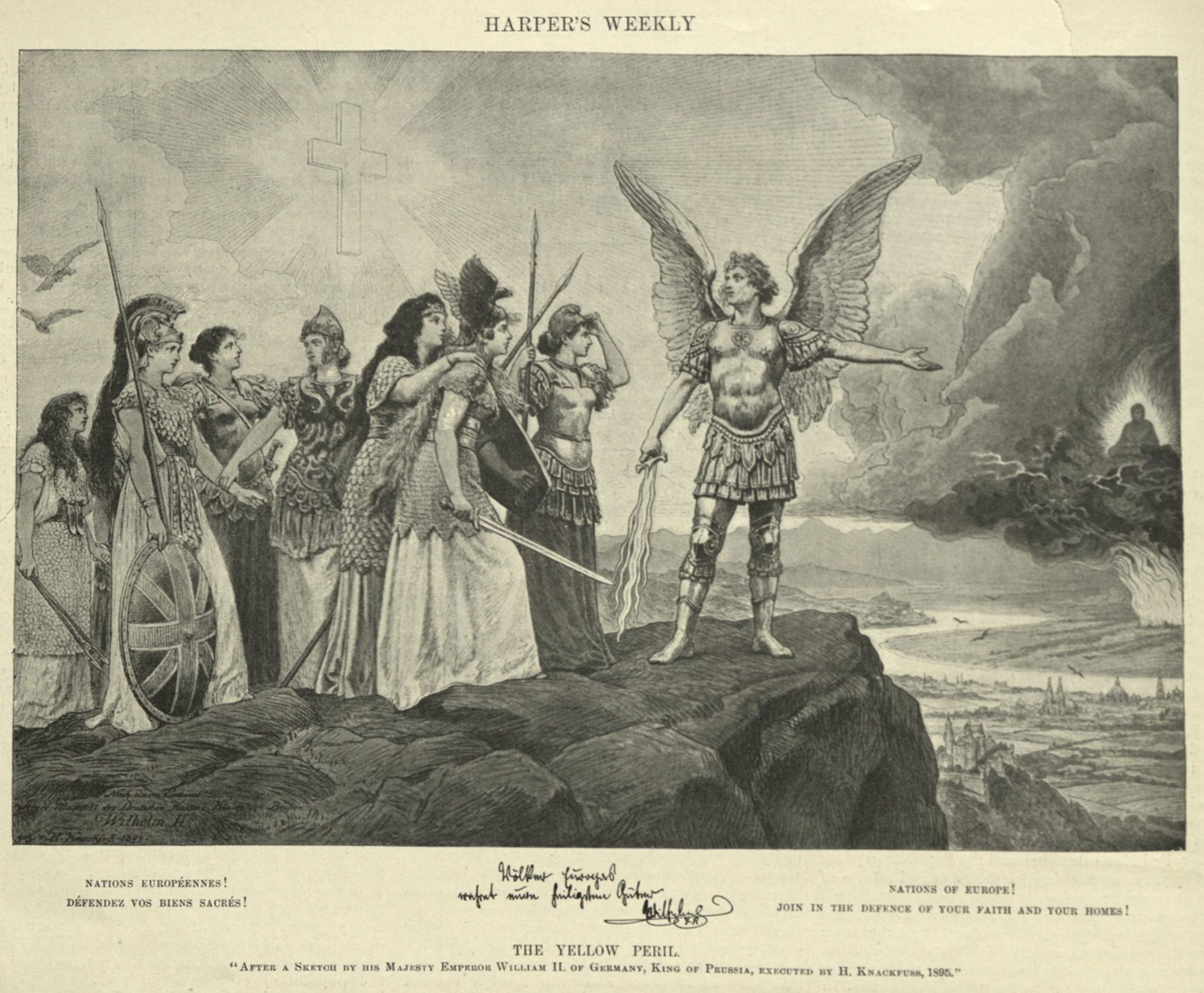
Le Péril jaune

## Publications
Hermann Knackfuss fut un collaborateur de la célèbre maison d'édition Velhagen & Klasing de Bielefeld. Dans cette série, il publia :
- Velasquez, 1896.
- A. van Dyck, 1897.
- Tizian (titre original en allemand), 1897.
- Rembrandt, 1899.